# Аббасабад-е Кара-Агадж
Аббасабад-е Кара-Агадж (перс. عباس ابادقره اغاج) — село в Ірані, у дегестані Гакімабад, у Центральному бахші, шахрестані Зарандіє остану Марказі. За даними перепису 2006 року, його населення становило 17 осіб, що проживали у складі 4 сімей.

## Клімат
Середня річна температура становить 15,28 °C, середня максимальна – 34,06 °C, а середня мінімальна – -7,50 °C. Середня річна кількість опадів – 243 мм.
| Клімат поселення                              | Клімат поселення | Клімат поселення | Клімат поселення | Клімат поселення | Клімат поселення | Клімат поселення | Клімат поселення | Клімат поселення | Клімат поселення | Клімат поселення | Клімат поселення | Клімат поселення | Клімат поселення |
| Показник                                      | Січ.             | Лют.             | Бер.             | Квіт.            | Трав.            | Черв.            | Лип.             | Серп.            | Вер.             | Жовт.            | Лист.            | Груд.            |                  |
| Середній максимум, °C                         | 9,86             | 12,47            | 17,34            | 23,85            | 28,88            | 33,69            | 34,06            | 33,16            | 29,24            | 23,04            | 16,21            | 9,87             |                  |
| Середня температура, °C                       | 1,18             | 3,78             | 8,65             | 15,16            | 20,20            | 25,01            | 28,02            | 27,12            | 23,19            | 17,01            | 10,17            | 3,82             |                  |
| Середній мінімум, °C                          | −7,5             | −4,89            | −0,01            | 6,48             | 11,52            | 16,32            | 21,98            | 21,08            | 17,16            | 10,96            | 4,13             | −2,21            |                  |
| Норма опадів, мм                              | 34               | 34               | 44               | 31               | 23               | 4                | 1                | 1                | 1                | 13               | 23               | 34               |                  |
| Середньомісячна швидкість вітру, м/с          | 1.37             | 2.09             | 2.80             | 3.12             | 2.90             | 2.77             | 2.84             | 2.69             | 2.38             | 2.20             | 2.00             | 1.40             |                  |
| Середньомісячна сонячна радіація, кДж/м²·день | 9157             | 11996            | 14452            | 18053            | 22025            | 26090            | 25830            | 23557            | 19967            | 14684            | 10802            | 8767             |                  |
| --------------------------------------------- | ---------------- | ---------------- | ---------------- | ---------------- | ---------------- | ---------------- | ---------------- | ---------------- | ---------------- | ---------------- | ---------------- | ---------------- | ---------------- |
| Джерело:                                      |                  |                  |                  |                  |                  |                  |                  |                  |                  |                  |                  |                  |                  |